# Ketanji Brown Jackson
Ketanji Brown Jackson (született: Ketanji Onyika Brown; /kəˈtɑːndʒi/; Washington, 1970. szeptember 14. –) amerikai jogász, 2022 óta Egyesült Államok Legfelsőbb Bíróságának bírája. 2021 és 2022 között az Egyesült Államok Fellebbviteli Bíróságának a körzeti bírája Washingtonban.
Jackson Washingtonban született és Miamiban nőtt fel, a Harvard Egyetemen végezte tanulmányait, ahol a Harvard Law Review szerkesztője volt. Jogi pályafutását hivatalnokként kezdte, amelyek közé tartozott egy állás a Legfelsőbb Bíróság egyik bírája, Stephen Breyer alatt. Mielőtt elkezdett volna dolgozni a Fellebbviteli Bíróságon, 2013 és 2021 között Washington Körzeti Bíróságának bírája, illetve 2010 és 2014 között az Egyesült Államok Elítélő Bizottságának alelnöke volt. 2016 óta a Harvard Egyetem Felügyelőbizottságának tagja.
2022. február 25-én Joe Biden jelölte bírának a Egyesült Államok Legfelsőbb Bíróságába, miután Stephen Breyer bejelentette visszavonulását. Jackson az első afroamerikai nő, aki betölti ezt a pozíciót. Jelölését 2022. április 7-én fogadta el a Szenátus. Jackson 2022. június 30-án foglalta el helyét a Legfelsőbb Bíróságon.